# Earl Shilton
Earl Shilton ist eine englische Kleinstadt im District Hinckley and Bosworth im Leicestershire mit dem Status einer Civil Parish.

## Geographie
| Stapleton | Kirkby Mallory Peckleton | Thurlaston           |
| Barwell   | Kompass                  | Huncote              |
| Hinckley  | Elmesthorpe              | Croft Stoney Stanton |

## Geschichte
Das Dorf Earl Shilton wird bereits im sogenannten Domesday Book unter dem Namen Sheltone erwähnt, was in etwa eine Siedlung auf einem Hügel bedeutet. 1130 gründete Robert de Beaumont, 2. Earl of Leicester an dem Ort eine Motte samt Wassergraben, die errichtet wurden, um das Tal von Kirkby zu schützen. Die Motte als Festung blieb für weitere dreißig bis vierzig Jahre bestehen und wurde dann sukzessive zu einem Jagdschloss umgewandelt. Ab 1239 hatte Simon de Montfort, 6. Earl of Leicester in der Earl Shilton Castle seinen Sitz und nutzte den nahe gelegenen Shilton Forest als Ort für Jagden. Aus dieser Zeit entstammt auch der Namenszusatz Earl. Nach Simon de Montforts Tod 1265 wanderte das Gebiet in den Besitz von Edmund Crouchback, 1. Earl of Lancaster. Fünfzehn Jahre später erhielt der Ort die Rechte eines Dorfes. 1297 war das Anwesen etwas kleiner als 2,5 Quadratkilometer und bestand aus einem Schloss, das von einer roten Backsteinmauer umgeben war.
1444 gab König Heinrich VI. das Gebiet an seine beabsichtigte Gemahlin. Aus dem Jahre 1564 ist überliefert, das lediglich zehn Familien in Earl Shilton wohnten, da es Streitigkeiten mit den Landbesitzern gab. Gut fünfzig Jahre später, im Jahr 1611, brach in dem Ort die Pest aus, es starben 21 Personen. 1758 entstand in dem Ort ein als Pinfold bekanntes Gebäude, das gebaut wurde, um das Vieh von den Feldern abzuhalten und später als Stelle zum Wiegen der Steine aus einem lokalen Steinbruch genutzt wurde. Nach einem Parlamentsbeschluss aus dem Jahre 1778 mussten alle offenen Ländereien eingezäunt werden, das Gebiet wurde später als Strecke für Steeplechase-Rennen und als Ort für Zirkusveranstaltungen genutzt. Im Jahr 1800 bestand der Ort aus 249 Häusern mit 1287 Einwohnern, von denen 118 in der Landwirtschaft und 716 im Handel mit oder in der Herstellung von Strümpfen arbeiteten. Im selben Jahr wurde in der Nähe des Steinbruchs eine Holländerwindmühle für 800 Pfund Sterling errichtet, die gut hundert Jahre bestand, dann erst von einem Blitz und später durch einen Sturm beschädigt wurde und 1917 abgerissen wurde.
1822 entstand in Earl Shilton eine wesleyanische Kapelle, deren Gemeinde fünf Jahre später bereits 290 Personen angehörten. 1825 entstand dann eine kongregationalistische Kirche. Ab 1830 war Earl Shilton ein Haltepunkt von Postkutschen, die zwischen Hinckley und Birmingham oder Leicester fuhren. Ein Jahr später lebten in Earl Shilton 2017 Personen. In den 1840er-Jahren verarmte aber die Bevölkerung und entschied sich entweder, in Hinckley Arbeit zu suchen, oder wurde kriminell. Trotzdem bestanden 1844 in Earl Shilton 650 Strumpfwirkerstühle, deren Zahl dann aber sukzessive sank. Ab 1850 baute Job Toon in Earl Shilton sein in der Textilbranche tätiges Unternehmen J. Toon and Son auf, 1854 wurde eine der Kirchen neu errichtet und erhielt den Namen St. Simon and St. Jude.
1859 streikten die lokalen Arbeiter. Nachdem ab 1861 mit dem Beginn des Sezessionskriegs keine Baumwolle mehr nach Earl Shilton geliefert werden konnte, stieg die Arbeitslosigkeit immens an. Fünf Jahre später entstand in Earl Shilton ein Gaswerk, 1871 dann eine Schule mit dem Namen Wood Street School, die 1907 wegen Platzproblemen erweitert werden musste. 1908 entstand eine katholische Kirche in Earl Shilton, 1909 dann das Sociale Institute, das vor allem der jungen Bevölkerung eine Beschäftigung in der Freizeit geben sollte. 1910 entstand auch eine katholische Schule, bevor über tausend Männer aus Earl Shilton 1914 in den Ersten Weltkrieg zogen. 1937 entstand eine weitere Schule, ehe ab 1940 während des Zweiten Weltkriegs mehrere Luftschutzbunker errichtet wurden. Im selben Jahren trafen zwei Bomben der Luftwaffe im Rahmen der Luftschlacht um England den Norden des Ortes; auch, weil eine Bombe nicht explodierte, gab es keine Opfer. 1942 wurde der Ort erneut von drei Bomben getroffen, die diesmal eine Scheune zerstörten und ein Haus beschädigten.
Nach Kriegsende gab es ab 1965 in der Wood Street School erhebliche Platzprobleme, sodass teilweise in ein lokales Gemeindezentrum ausgewichen wurde. 1984 brannte die Schule allerdings nieder und wurde infolgedessen abgerissen. 2005 überstieg die Bevölkerung 9.000 Leute, 2011 waren es dann 10.047 Einwohner. Bereits 2009 entstand eine Umgehungsstraße.

## Infrastruktur und Wirtschaft
In Earl Shilton existiert mit der Earl Shilton Building Society seit 1856 eine eigene Bausparkasse. Zudem gibt es mit dem Earl Shilton Delivery Office ein eigenes Zustellpostamt der Royal Mail. Ebenso existiert mit der Earl Shilton Library eine eigene Bibliothek. Des Weiteren gibt es mit dem The Earl Shilton Social Institute, auch Stute genannt, ein eigenes soziales Institut, das beispielsweise verschiedene Sportaktivitäten anbietet. Mit dem Earl Shilton Town Cricket Club existiert zudem auch ein Cricketverein. Des Weiteren existieren in Earl Shilton vier verschiedene Kirchen.

## Persönlichkeiten
- Norman Dagley (1929–1999), englischer English-Billiards-Spieler
- Steve Beaton (* 1964), englischer Dartspieler